# 1956 en France
Chronologie de la France
- 1952
- 1953
- 1954
- 1955
- 1956
- 1957
- 1958
- 1959
- 1960

Cet article présente les faits marquants de l'année 1956 en France.

## Événements

### Janvier
- 2 janvier :  victoire du Front républicain (SFIO, radicaux) aux élections législatives. Effondrement des républicains sociaux (ex-RPF). Percée et montée du poujadisme avec l'entrée de ce mouvement au Parlement[1]. Jean-Marie Le Pen, élu sous étiquette poujadiste, entre à l'Assemblée nationale comme le plus jeune député[2] après le communiste André Chène.
- 4 janvier : sortie en salle de La Pointe courte, film d'Agnès Varda[3] annonciateur de la Nouvelle Vague.
- 7 janvier : mise en route de la pile atomique de Marcoule. Première centrale nucléaire française, elle fournit du courant le 28 septembre[4].
- 19 janvier : ouverture de la IIIe législature de la Quatrième République[5].
- 24 janvier :
  - fin du second gouvernement Edgar Faure[6]. Le 26 janvier le président René Coty désigne Guy Mollet, secrétaire général de la SFIO, pour former le nouveau gouvernement, qu'il préfère à Mendès France malgré sa forte popularité[7].
  - décret instituant le Code de la famille et de l'aide sociale[8].

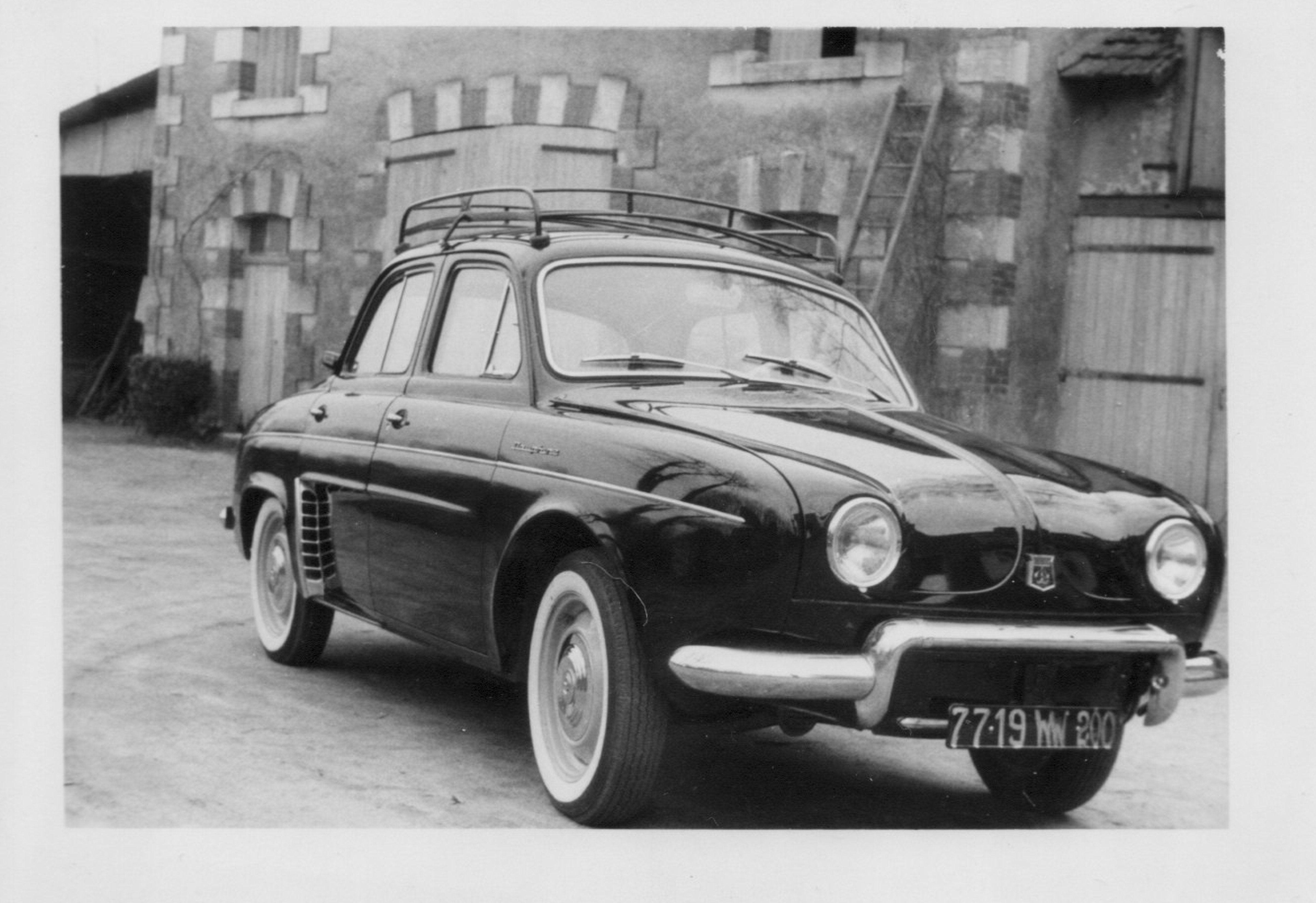
Renault Dauphine 1958.

- 25 janvier : sortie de la Dauphine par Renault[9].

### Février
- 1er février : investiture par 420 voix contre 71 et 83 abstentions du gouvernement Guy Mollet, le plus long de la IVe République (prend fin le 21 mai 1957). Le général Catroux obtient le poste de ministre résident en Algérie[10].

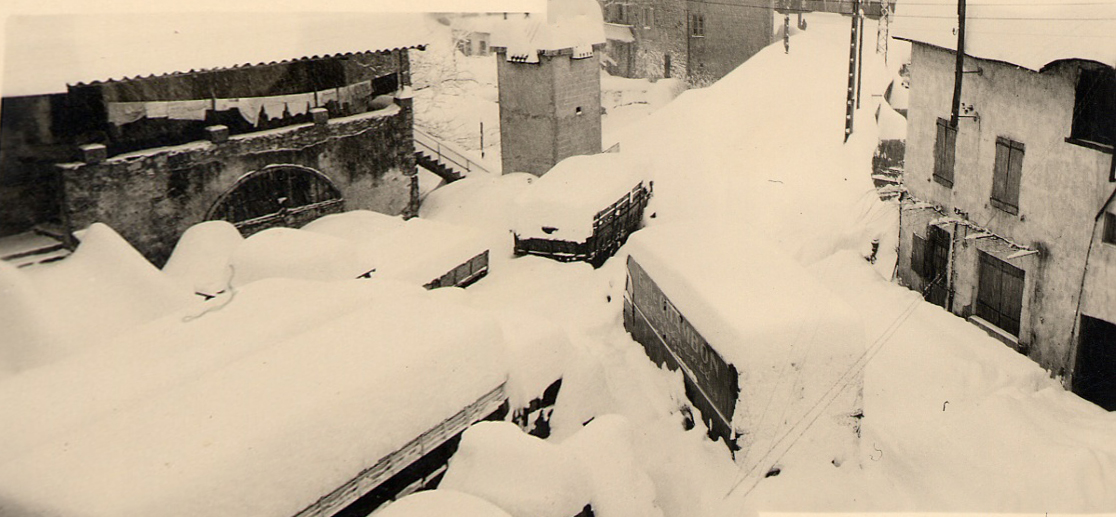
Mayres, Hiver 1956.

- 1er-28 février : vague de froid exceptionnelle. Les températures descendent sous les −20 °C dans une grande partie de la France. De gros dégâts se produisent dans les cultures[9]. Dans le sud de la France, seul un tiers des oliviers survivent ; la plupart des moulins à huile ferment.
- 6 février : Guy Mollet se rend en Algérie. Il est conspué par des pieds-noirs et reçoit des jets d’objets divers, dont semble-t-il des tomates (épisode des tomates d'Alger). Guy Mollet cède devant la manifestation des Algérois. Il n’y aura pas de gouverneur général, mais un ministre résident en Algérie[11]. Catroux, réputé favorable aux musulmans, est abandonné pour Robert Lacoste le 9 février[12]. Ce-dernier est favorable à une politique de fermeté en trois étapes : un cessez-le-feu sera suivi trois mois après par des élections libres au collège électoral unique, puis par la négociation du futur statut de l'Algérie par les élus[13].
- 15 février : incidents à l'Assemblée nationale lors de l'invalidation de députés poujadistes[14]. Onze députés UFF sont invalidés entre février et mai 1956[15].
- 26 février : arrêt de la Cour de cassation par lequel nul ne doit être passible de peine qu’à raison de son fait personnel[16].
- 28 février : 
  - le Parlement vote la loi sur la troisième semaine de congés payés[17].
  - exécution d'Émile Buisson, « ennemi public no 1 ». Né le 19 août 1902 à Paray-le-Monial, on lui reproche 20 meurtres et une centaine de hold-up au cours de sa carrière. Il avait été arrêté par l'inspecteur Roger Borniche[9].

### Mars
- 2 mars : indépendance du Maroc[18].
- 8 mars : fondation de l'association Maternité heureuse par Marie-Andrée Lagroua Weill-Hallé et Évelyne Sullerot[19].
- 12 mars : le parlement vote par 465 voix contre 49 des pouvoirs spéciaux législatif au Gouvernement Guy Mollet pour maintenir l'ordre en Algérie[11] ; « Le gouvernement disposera en Algérie des pouvoirs les plus étendus pour prendre toutes les mesures exceptionnelles commandées par les circonstances, en vue du rétablissement de l'ordre, de la protection des personnes et des biens et de la sauvegarde du territoire » (loi-cadre du 16 mars 1956, dite de pouvoirs spéciaux)[20].
- 13 mars : par une lettre, le pape Pie XII accorde sa bénédiction apostolique et une contribution financière personnelle pour la construction de la basilique souterraine Saint-Pie-X de Lourdes ; le chantier s'ouvre dès le 18 mars et l’église est consacrée le 25 mars 1958[21].
- 17 mars : le président du Conseil, Guy Mollet cosigne avec le ministre de la Défense, Bourgès-Maunoury, celui de la Justice, François Mitterrand, et Robert Lacoste — gouverneur général de l'Algérie — un décret relatif à l'application de la justice militaire en Algérie[22]. Ce décret donne les pleins pouvoirs à l'armée[23]. 250 000 hommes supplémentaires sont envoyés en Algérie afin d'assurer le « quadrillage » de la population que Robert Lacoste réclame depuis son arrivée en Algérie[24].
- 20 mars : indépendance de la Tunisie par le protocole franco-tunisien qui abolit le traité du Bardo de 1881[18].
- 27 mars :
  - vote du deuxième plan pour la modernisation et l'équipement économique[25]. La comptabilité nationale est utilisée comme base à l'orientation des investissements avec des recommandations applicables à des actions de base : la recherche scientifique, la diffusion des méthodes modernes dans l'agriculture, la spécialisation et l'adaptation des entreprises industrielles, la reconversion de la main-d'œuvre et l'organisation des marchés. Le plan prévoit une poursuite rapide de l'expansion économique[26].
  - promulgation de la loi sur la troisième semaine de congés payés[9].

### Avril
- 11 avril : le gouvernement français décide le rappel de 70 000 réservistes, puis d'un contingent supplémentaire de 50 000 le 9 mai. L’ensemble des troupes françaises en Algérie passe à 400 000 hommes en juillet[27].
- 12 avril : en raison de la guerre d'Algérie où le contingent est engagé depuis 1955 mais de façon parcimonieuse, trois décrets[28] prolongent la durée initiale du service militaire de six à neuf mois par le biais du maintien sous les drapeaux ou du rappel[29].
- 20 avril : manifestation pacifique contre la guerre à Voiron, près de Grenoble. Les militants bloquent un train qui emmene des réservistes[29].

### Mai
- 5 mai : vote de la loi créant le fonds national de solidarité, minimum vieillesse alimenté par la vignette automobile[17].
- 9 mai : rappel de 50 000 réservistes[27].
- 11 mai :
  - massacre de Beni Oudjehane ; 79 personnes sont massacrées par des soldats du 4e BCP dans la presqu’île de Collo, en Algérie[30].
  - incident dans le train entre Paris et Quimper où des rappelés prennent à partie des militaires et actionnent le signal d'alarme six ou sept fois pour provoquer l'arrêt du train[29].

- 18 mai :

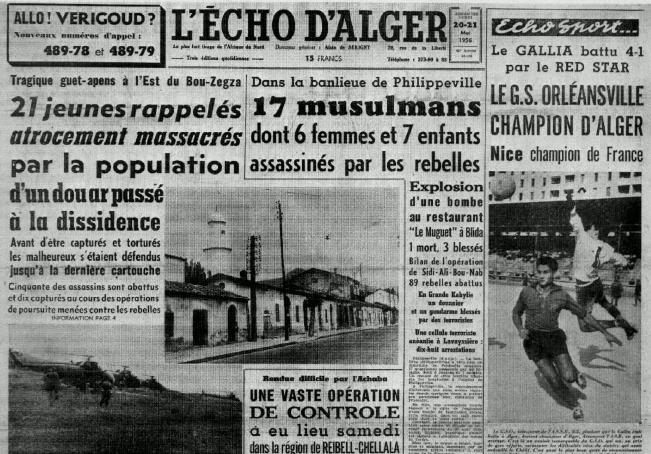
Une de l'Echo d'Alger du 20 mai 1956 titrant : « 21 jeunes rappelés atrocement massacrés par la population d'un douar passé à la dissidence »

  - dix-sept soldats rappelés du 9e RIC sont tués par l’ALN dans l’embuscade de Palestro, quatre autres sont faits prisonniers, 44 personnes sont tués dans l’opération de ratissage consécutive[31].
  - des manifestations à Grenoble contre l'envoi des appelés et des rappelés vers l’Algérie tournent à l'émeute et une centaine de personnes sont blessées lors d'affrontements avec les forces de l'ordre qui gardent la gare[32].
- 26-27 mai : des milliers de suspects sont arrêtés dans la Casbah d’Alger par 6 500 soldats et policiers[33].
- 28 mai : mutineries dans le camp militaire de La Fontaine du berger, près de Clermont-Ferrand[32].

### Juin
- 15 juin : découverte de pétrole à Hassi Messaoud en Algérie par SN REPAL (Elf Aquitaine)[34].
- 19 juin : première exécution de membres du FLN dans la cour de la prison de Barberousse à Alger, Ahmed Zabana et Abdelkader Ferradj, condamnés à mort[35].
- 23 juin : adoption de la loi-cadre Defferre qui instaure notamment le suffrage universel direct et le collège unique dans tous les territoires d’outre-mer[36].
- 28 juin-1er juillet : 48e congrès national de la SFIO à Lille[37].
- 30 juin : l'assemblée adopte le train de mesures fiscales déposé le 29 mars par le ministre des finances Paul Ramadier pour financer le fonds national de solidarité, un revenu minimum pour les personnes âgées dont le coût est estimé à 140 milliards de francs. L'impôt sur le revenu est majoré de 10 % (taxe proportionnelle pour les bas revenus, majoration de 10 % de la surtaxe progressive pour les hauts revenus). Les droits de timbre sont majorés de 20 %. La taxe sur les opérations boursières et la taxe sur les alcools augmentent de 50 %. Les droits de succession deviennent imposables suivant un barème de 1 à 5 %. Une vignette auto est créée (recettes supplémentaires de 32 milliards de francs). Le gouvernement rompt pour la première fois le principe d’universalité du budget en affectant directement les nouvelles recettes fiscales au financement exclusif du Fonds de solidarité[38].
- La situation budgétaire du pays devient dramatique devant les engagements sociaux et militaires auxquels doit faire face la IVe République. Prévues à l'origine à 300 milliards de francs, les dépenses militaires du conflit algérien pour 1956 s’élèvent à 459 milliards, et même à plus de 600 milliards, si on y ajoute les dépenses nécessaires au maintien de l’ordre mais non strictement militaires[38].

### Juillet
- 5 juillet : le haut-commissaire français à l’Énergie atomique Francis Perrin et l'ingénieur Louis Armand présentent devant l'Assemblée nationale le projet de l'EURATOM[39].
- 8 juillet : mutineries de 3 000 rappelés dans le camp militaire de Mourmelon[32].
- 11 juillet : l'arrêt Amicale des Annamites de Paris consacre la liberté d'association comme principe fondamental reconnu par les lois de la République[40].
- 14 juillet : le prêtre Joseph Wresinski est envoyé dans le bidonville de Château de France à Noisy-le-Grand pour soutenir les deux cent cinquante deux familles qui y vivent dans la précarité. Il crée en 1957 une association qui devient « Aide à Toute Détresse », puis « ATD Quart monde »[41].
- 18-21 juillet : XIVe congrès du Parti communiste français au Havre[42].
- 400 000 hommes sont déployés en Algérie[27].

### Août
- 2 août : 
  - l'alourdissement des dépenses militaires et le dérapage global des dépenses de l'État obligent au recours à de nouveaux prélèvements fiscaux : prélèvement temporaire de 20 % sur les suppléments de bénéfices des entreprises, taxe de 2 % sur les réserves des sociétés[38].
  - émission d'un nouvel emprunt de 150 milliards de francs, lancé par le ministre de l'économie Paul Ramadier, indexé sur la production industrielle nationale, avec un taux de base annuel de 5 % sur 15 ans, devant être augmenté de 0,5 % chaque fois que l'indice de la production industrielle gagne 1 %[38]. Lancé en septembre, il rapporte 320 milliards de francs[43].
- 8 août : loi portant amnistie de certaines infractions commises en Tunisie[44].
- 10 août : en réaction aux attentats commis par le FLN, des « contre-terroristes » de l’ORAF placent une bombe rue de Thèbes, dans la casbah d’Alger, qui fait quinze morts et une quarantaine de blessés[45].
- 11 août, 18 août et 1er septembre : dans une série d'articles parus dans Paris-Match, le journaliste Raymond Cartier lance le « cartiérisme » avec le slogan « La Corrèze plutôt que le Zambèze », rejet nationaliste du colonialisme[46].

### Septembre
- 3 septembre : décret no 56-875 fixant les conditions d'application de la vignette automobile[38].
- 10 septembre : Guy Mollet se rend à Londres afin de proposer une union politique entre la France et le Royaume-Uni[47].
- 19 septembre : ouverture du premier Congrès des écrivains et artistes noirs à la Sorbonne[48]
- 30 septembre : Les nationalistes algériens multiplient les attentats et, en 1956, près de 500 000 soldats français sont envoyés en Algérie. Les mesures de répression brutales ne font qu'aggraver les tensions et attiser la résistance, ouvrant la voie à la guerre civile[49].

### Octobre
- 9 octobre : création de l'École supérieure d'électronique de l'Ouest (ESEO), grande école privée d'ingénieurs généraliste en électronique, informatique télécoms et réseaux, dirigée par le chanoine Jean Jeanneteau à Angers[50].

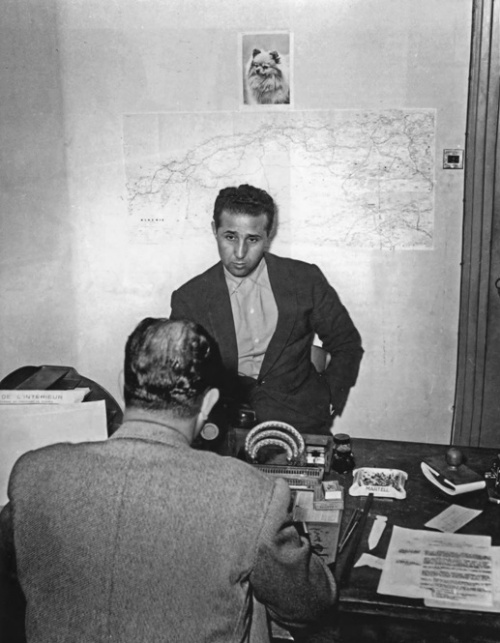
Ahmed Ben Bella interrogé dans les locaux de la DST à Alger, le 22 octobre 1956.

- 22 octobre : l’avion qui transportait de Rabat à Tunis Ahmed Ben Bella et les autres dirigeants du FLN est contraint de se poser à Alger où les cinq hommes sont arrêtés. Le président du Conseil Guy Mollet couvre cette initiative due aux autorités militaires d’Alger[27]. La Tunisie et le Maroc rappellent leurs ambassadeurs à Paris. Alain Savary, alors secrétaire d’État aux Affaires tunisiennes et marocaines, démissionne le 25 octobre[51].
- 29 octobre-6 novembre : crise du canal de Suez[52].
- 31 octobre : approbation de l’expédition de Suez contre la nationalisation du canal décidée par Nasser par 368 voix contre 182[53].

### Novembre
- 7 novembre : violentes manifestations anticommunistes à Paris pour protester contre l’intervention soviétique en Hongrie. Deux militants communistes et un syndicaliste trouvent la mort lors de l'assaut du siège du parti communiste français[54].
- 9 novembre : Jean-Paul Sartre rompt avec le parti communiste français[55].
- 13 novembre : le général Raoul Salan dirige les opérations militaires en Algérie[56].
- 20-21 novembre : le Comité central du parti communiste réuni à Ivry approuve l’intervention soviétique en Hongrie[57].
- 27 novembre : création de l'Examen spécial d'entrée à l'université[58].
- 28 novembre : sortie du film de Roger Vadim Et Dieu… créa la femme[59].

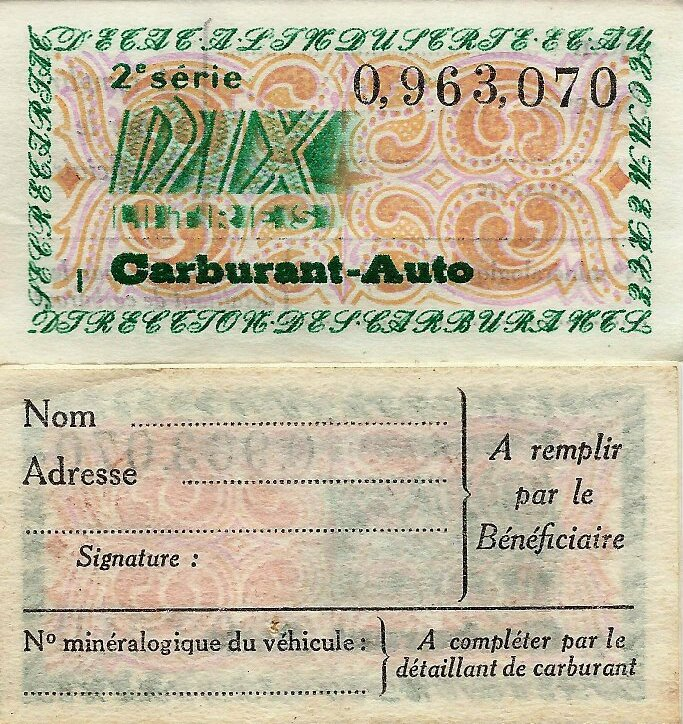
Ticket de rationnement d'essence de 1956.

- 30 novembre : début du rationnement de l’essence pendant la crise de Suez (fin le 28 juin 1957)[60].

### Décembre
- 3 décembre :
  - affaire du curé d'Uruffe. Guy Desnoyers, curé de la paroisse d'Uruffe, en Meurthe-et-Moselle, tue sa maîtresse enceinte d'un coup de revolver puis l'éventre et baptise et poignarde son enfant[61].
  - Romain Gary obtient le prix Goncourt avec Les Racines du ciel[62].
- 26 décembre-3 janvier 1957 : échec des opérations de sauvetage des alpinistes Jean Vincendon et François Henry[63].
- 30 décembre : un jeune bolivien, Ugo Ungaza Villegas, lance une pierre contre le tableau de la Joconde[64].